# Rostronia
Rostronia is een geslacht van kreeftachtigen uit de klasse van de Malacostraca (hogere kreeftachtigen).

## Soort
- Rostronia stylirostris (Holthuis, 1952)